# تريفور ميرفي
تريفور ميرفي هو لاعب هوكي الجليد كندي، ولد في 17 يوليو 1995 في وندسور في كندا.

## وصلات خارجية
- تريفور ميرفي على موقع دوري الهوكي الوطني (الإنجليزية)
- تريفور ميرفي على موقع EliteProspects.com (الإنجليزية)
- تريفور ميرفي على موقع HockeyDB.com (الإنجليزية)
- تريفور ميرفي على موقع Hockey-Reference.com (الإنجليزية)